# Навал (Порту Амбоїм)
Клубе Навал ді Порту Амбоїм (порт. Clube Naval de Porto Amboim) — професіональний ангольський футбольний клуб з міста Порту Амбоїм, в провінції Південна Кванза.

## Історія клубу
Футбольний клуб було засновано в 1934 році. Останнього разу він виступав у вищому дивізіоні Чемпіонату Анголи в 1979 році. В 2011 році голландський футбольний тренер Ян Брауер підписав контракт з «Навалом» терміном на п'ять років. Перед тренером було поставлено завдання підготовки молодих гравців для основної команди. Зараз клуб виступає в Чемпіонаті провінції Південна Кванза з футболу, але президент клубу поставив завдання повернення до елітного дивізіону.